# 熊本市動植物園
熊本市動植物園 （くまもとしどうしょくぶつえん）は、熊本県熊本市東区健軍にある、熊本市営の動物園兼植物園。遊園地を併設している。

## 概要
1929年（昭和4年）、水前寺成趣園の東側の一角の約9,900㎡に「熊本動物園」として開園した。
その後、1969年（昭和44年）、「水辺動物園」の構想のもとで江津湖の湖畔に位置する現在地に移転した。園内南門より水前寺江津湖公園に抜けることができる。現在地に移転後の熊本市動物園として単独施設時代から別称「水辺（すいへん）動物園」とも呼ばれている。
1986年（昭和61年）に開催された緑と、緑と水の祭典第4回全国都市緑化くまもとフェア「グリーンピック'86」において熊本動物園は「アニマル広場」としてパビリオンとなった。その後、同フェアの期間中に「植物ゾーン」として利用されていた跡地を植物園として加えて、1991年（平成3年）に「熊本市動植物園」に改称された。
2007年（平成19年）から隣接する江津湖の水辺環境も活かした再編整備計画が策定され、第1期として2008年（平成20年）に「サルたちの森」、2009年（平成21年）に「モンキーアイランド」、第2期として2011年（平成23年）に「チンパンジー愛ランド」、第3期として2013年（平成25年）に「ペンギン・カピバラ・サル山エリア」が整備された。

## 施設情報

### 動植物園共通
- 住所：熊本県熊本市東区健軍5丁目14番2号
- 開園時間：9:00 - 17:00（入園は16:30まで）
- 休園日
  - 月曜日（祝日または第4月曜日の場合は開園し、次の平日が休園）
  - 年末年始（12月30日 - 1月1日）
- 入場料
  - 大人・高校生：500円
  - 小・中学生：100円
  - 乳幼児：無料
  - 団体（30名以上）の場合は2割引

### 遊園地施設
利用料金は大半の施設で1回200円だが、例外施設もあり。
- 観覧車
- チェーンタワー
- ティカップ
- メリーゴーランド
- 新幹線
- 子ども列車
- モノレール
- ミラーハウス（※料金1回100円）
- バイキング
- ドルフィンパラダイス
- ディスク・オー（※料金1回300円）

### 植物施設

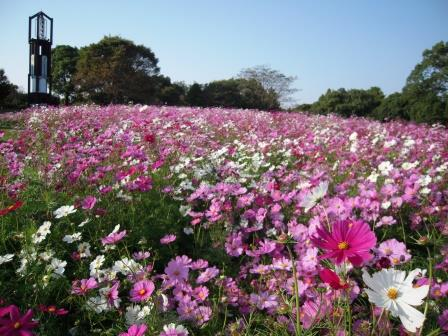
植物施設の花畑と時計塔

日本庭園や樹木見本園などがあり、四季折々の花が楽しめる。正面の「花の休憩所」には大温室や洋らん室などを備え、熱帯・亜熱帯植物を展示しているため、一年を通じて花と緑に触れ合える。
「緑の相談所」を開設し、花と緑に関する相談や指導も行っている。

## 交通アクセス

### 公共交通機関

#### 路面電車
- 熊本市電
  - 動植物園入口電停から約800m（動物ゾーン側入口）
  - 神水交差点電停から約950m（植物ゾーン側入口）

#### 路線バス
- 九州産交バス・熊本バス
  - 動植物園入口バス停から約800m（動物ゾーン側<正門>入口）
- 熊本バス・熊本都市バス
  - 動植物園西口バス停から約200m（植物ゾーン側<西門>入口）
  - 画図橋バス停から約200m（植物ゾーン側<西門>入口）
- 九州産交バス
  - 動植物園前バス停から約300m（動物ゾーン側<正門>入口）

### 自家用車
- 九州自動車道益城熊本空港インターチェンジより5㎞。

#### 駐車場
- 料金
  - 平日：無料
  - 土・日・祝日：有料
    - 軽・普通・中型自動車 1台1回につき200円
    - 大型自動車（定員30名以上） 1台1回につき1,000円
- 収容台数：普通車1,225台、バス58台

## 歴史
- 1928年（昭和3年）：建設承認、各地の動物園を視察。
- 1929年（昭和4年）7月：水前寺成趣園の東側に開園。敷地面積9,900 m2。一部の動物は羽田別荘（広島市）より引き受ける。
- 1931年（昭和6年）：園地を2,000 m2拡張。
- 1943年（昭和18年）：第二次世界大戦の戦況悪化に伴い、日本本土空襲時に猛獣が脱出する恐れがあったために、翌1944年（昭和19年）までにトラ、ライオン、クマ、ヒョウ、オオカミなど猛獣に該当する動物9種15頭を殺処分した（戦時猛獣処分）。ニシキヘビ、カバ、ゾウは職員らの主張により殺処分を免れたが、カバは栄養失調により死亡し、ニシキヘビは凍死した。なお、ワニは冬眠中だったため軍部に存在を隠したことにより、終戦まで生き延びた。
- 1945年（昭和20年）
  - 3月31日：第6師団による接収を受けて閉園。
  - 4月27日：軍の食糧とするためにゾウのエリーが感電死させられた。
- 1947年（昭和22年）10月：開園。
- 1958年（昭和33年）：熊本市東部地区開発既成会が発足。江津湖周辺を観光地として整備する構想。
- 1963年（昭和38年）：移転候補地の検討。江津湖畔への移転を決定。
- 1966年（昭和41年）：水辺動物園建設準備室を設置。
- 1969年（昭和44年）2月28日：閉園（水前寺）。
- 1969年（昭和44年）4月1日：開園（水辺動物園として開園（敷地面積102,000 m2）。
- 1977年（昭和52年）：国内で初めてヒクイドリの人工孵化に成功。
- 1982年（昭和57年）：国内で初めてシベリアオオカミの人工保育に成功。
- 1985年（昭和60年）：パプアニューギニアからブチクスクスが来園。
- 1986年（昭和61年）：緑と水の祭典第4回全国都市緑化くまもとフェア「グリーンピック'86」開催。熊本動物園は「アニマル広場」として会場の一部となる。
- 1986年（昭和61年）：「グリーンピック'86」閉幕後、植物ゾーン跡地をそのまま「植物園」として加える事になり、のちに名称も「熊本動物園」から「熊本市動植物園」に改称することになる。
- 1987年（昭和63年）：ブチクスクスの国内初の繁殖に成功。
- 1993年（平成5年）：中国からキンシコウが来園。
- 1997年（平成9年）：キンシコウを繁殖。
- 2005年（平成17年）：「タッチ愛ランド」が完成。
- 2008年（平成20年）：「サルたちの森」が完成。
- 2010年（平成22年）：カバの「ケンポウ」[3]が亡くなる。愛媛県からやってきた若い「モモコ」がカバ舎の跡を継いだ。
- 2011年（平成23年）：動植物園北側の散策路を駐車場に変える工事を実施。
  - 週末や行楽シーズンには駐車場が満車状態になり、ゴールデンウィークなどの大型連休ピーク時には、動植物園入口から国道57号（東バイパス）付近まで、約900 mの渋滞が発生していたため。整備後の駐車台数は、約1.6倍の1,394台に拡充。北側一帯で計1,029台分を確保。さらに、東側の1カ所と西側2カ所で計365台分を整備。総事業費は約3億2千万円（うち国補助1億5千万円）。駐車場整備の中心となる散策路は、水路や芝生のスペースがあり、熊本市は水路部分を残し、舗装も最低限にとどめて「可能な限り緑の空間を維持する」とした[4]。
- 2012年（平成24年）
  - 雄のアムールトラ「トモオ」が亡くなる。15歳11カ月で、人間でいえば70歳代だった。
  - ワオキツネザルの赤ちゃんが前年に続き2匹、アカカンガルーの赤ちゃんが2匹、シバヤギが3匹それぞれ新たに誕生した。
  - 前年度からの駐車場の拡張工事が終わり、土曜日・日曜日・祝日に限り、駐車場を有料化。軽・普通・中型自動車は1台1回200円、大型自動車（定員30名以上）は1,000円となっている。なお、平日の駐車料金は無料。
- 2013年（平成25年）：雄のユキヒョウ「マイケル」[5]が亡くなる。12歳4カ月で、人間でいえば60 - 70歳程度だった。ユキヒョウの寿命は15年くらいで、同園のユキヒョウは雌のスピカ（7歳）だけとなった。
  - 1月29日に静岡市立日本平動物園よりアムールトラのメス[6]で当時2歳の「チャチャ」が来園。[7]
- 2015年（平成27年）
  - 6月27日：ジャガー黒化個体のオスである「チャペ」が死亡。当時ジャガーの国内飼育個体最高齢である24歳であったため前年から衰えが目立ち、6月下旬から起立できなくなっていた[8]。
- 2016年（平成28年）
  - 4月：熊本地震発生により、液状化による地盤の隆起と沈下が園内全域で発生するなどの深刻な被害を受け、臨時休園。ライオンの雄1頭を九州自然動物公園アフリカンサファリへ、ユキヒョウの雌「スピカ」を大牟田市動物園へ、アムールトラのメス「チャチャ」を到津の森公園へ、ウンピョウの雄と雌のペアを福岡市動植物園へに緊急避難させた[9]。なお地震直後「動物園からライオン放たれた」とのデマがTwitterで拡散され、後に動植物園への偽計業務妨害の疑いでデマ投稿者が逮捕された（詳細は「熊本地震 (2016年)#デマ情報」を参照）。
- 2017年（平成29年）
  - 2月25日：土曜・日曜・祝日に限り一部の営業を再開。植物ゾーン側入口（西門）が復旧されるまでの間は入場料を無料とした[10]。
- 2018年（平成30年）
  - 10月、預けられていた猛獣たちが帰還。
  - 12月22日：熊本地震からの復旧工事が完了し、全ての営業を再開。動物ゾーン側入口（正門）からの入園も可能になった。
- 2019年（令和元年）
  - 5月9日：オスのライオン「サン」が預けられていたアフリカンサファリから帰還した際に、共に譲渡されて来園したメスの「クリア」との間に3頭の子が生まれる。7月21日に、オスの子が「レオ」、メスが「サニー」「ココ」と命名された[11]。
  - 5月22日：ウンピョウの「イーナ」が死亡。14歳と高齢でもあり同年2月より肝炎の兆候があり治療中だった[12]。
- 2020年（令和2年）
  - 1月18日：オスのウマグマ「コジロウ」が亡くなる。35歳で、人間でいえば100歳に当たる長寿のため前年12月25日より衰弱し起立できなくなっていた[13]。
  - 2月29日：新型コロナウイルス感染症（COVID-19）の流行に伴い、この日より休園期間に入る。
  - 5月18日：この日より入場制限を設けて遊園地とチンパンジー舎、レストランなどを除き部分再開。
  - 5月19日：メスのオタリア「マイ」が肺腫瘍により亡くなる。23歳で、人間でいえば70代後半に相当する高齢だった[14]。
  - 6月1日：この日より入場制限を一部緩和し、動物園区画を全面再開、遊園地をミラーハウスなどの一部施設を除き再開。
  - 雄のウンピョウ「ジュール」が6月6日に15歳で亡くなる[15]。これにより同園に飼育されていたウンピョウはいなくなり、以降はライオンの展示に使用されている。
  - 前年に産まれたライオンの三つ子のうちメスの「ココ」とオスの「レオ」がアフリカンサファリへ移籍のため搬出。3頭のうち最も体格の小さいメスの「サニー」が残った[16]。
  - 11月7日：漫画『ONE PIECE』のキャラクターであるトニートニー・チョッパーの像が正面入口前多目的広場に設置され、除幕式が行われた。同作のキャラクター像の設置は熊本県内では4例目[17]。
- 2021年（令和3年）12月8日：宮崎市フェニックス自然動物園からマサイキリンのメスの「コナツ」が到着。本園のオスの「秋平」に嫁入りするため無償譲渡された[18]。
- 2022年（令和4年）3月11日：多摩動物公園からレッサーパンダのメス「シンファ」が到着。50年ぶりにレッサーパンダの飼育が再開された。13日には九十九島動植物園からオスのレッサーパンダ「かぼす」が到着。[19]
- 2023年（令和5年）
  - 6月1日：レッサーパンダの「かぼす」と「シンファ」の間に第一子となる子供が１頭誕生した。[20]同月23日に、子がメスであることと「杏香（あこ）」と命名したことを発表。[21]
  - 6月：熊本大学大学院生命科学研究部老化・健康長寿学講座で研究用に飼育されていたハダカデバネズミ11頭とダマラランドデバネズミ4頭の家族がそれぞれ同講座の三浦恭子教授より譲渡され、同月6月30日より展示開始。[22]ダマラランドデバネズミは国内の動物園では初の一般公開となる。
  - 8月20日：ユキヒョウのメス「スピカ」が死亡し、翌21日に発表された。18歳の高齢でもあり、前年秋から血尿が出るなど腎機能の疾患の兆候があり治療中だったが8月中旬から体調の衰えが目立ち腎不全で死亡した[23]。これによりユキヒョウは同園からいなくなった。
- 2024年（令和6年）3月22日:高知県立のいち動物公園よりビントロングのメス「ネー」が到着[24]、前年までユキヒョウの「スピカ」が飼育されていた展示場で展示を開始。
- 2025年（令和7年）
  - 8月11日：集中豪雨により休園、園内が冠水する被害。動物等に被害はなし[25]。
  - 9月30日：園内のモノレールをこの日を以て運行終了（予定）[26]。

## 動植物園へ移動時のエピソード
竹田 斎（ひとし）元熊本動物園園長の著書から